# Élections législatives grecques de 1881
Les élections législatives grecques anticipées du 20 décembre 1881 élurent les membres du parlement grec.
Elles se déroulèrent après la première grande extension du territoire grec, à la suite de la convention de Constantinople : la Grèce s'agrandit alors de la Thessalie et d'une partie du sud de l'Épire (nome d'Arta). Cela eut pour effet d'ajouter à la population grecque (1 679 470 habitants au recensement de 1879) 300 000 nouveaux habitants.
Les partisans de Charílaos Trikoúpis arrivèrent en tête : il devint Premier ministre.

## Fonctionnement du scrutin
Conformément à la constitution de 1864, les élections se déroulèrent au suffrage masculin direct et secret. Une loi de 1877 avait abrogé la quasi-totalité des restrictions. Hormis quelques exceptions, tous les hommes de plus de 21 ans étaient électeurs. Les députés étaient répartis en proportion de la population de la province : un député pour 10 000 habitants ; avec un minimum de 150 députés. La loi du 25 novembre 1862 stipulait de plus que les Grecs « hétérochtones » (vivant hors des frontières du pays, à l'inverse des « autochtones » vivant à l'intérieur) étaient aussi électeurs.
Les députés étaient élus à la majorité absolue, au niveau provincial. Chaque électeur disposait d'autant de votes qu'il y avait de candidats. Les électeurs, la plupart analphabètes, ne votaient pas avec des bulletins, mais avec des boules de plomb. Il y avait autant d'urnes qu'il y avait de candidats. L'électeur glissait la main dans l'urne et plaçait sa boule soit à droite (partie blanche, inscrite « oui »), soit à gauche (partie noire, inscrite « non »). Les urnes étaient en acier recouvert de laine pour éviter qu'un bruit quelconque informe de la façon dont l'électeur avait voté. Le député qui avait obtenu la majorité (en principe), mais proportionnellement le plus de voix (dans la réalité) était élu.

## Contexte
L'extension du territoire grec, à la suite de la convention de Constantinople avait cependant mécontenté et la population et le parlement. En effet, Ioannina était encore en territoire ottoman et le Premier ministre Alexandros Koumoundouros avait accepté le traité sans le faire ratifié par l'assemblée. Charílaos Trikoúpis se plaça alors (dans un but électoraliste) à la tête de l'opposition.

## Résultats
Les partis étaient alors plutôt identifiés par le nom de leur chef de file.
Il y avait 245 sièges à pourvoir. Le parti de Charílaos Trikoúpis ou Nouveau Parti arriva en tête avec 125 sièges (51 % du parlement). La coalition composée des partisans d'Alexandros Koumoundouros et de Theódoros Deligiánnis remporta 100 sièges, soit 40,8 % de l'assemblée. Charílaos Trikoúpis devint Premier ministre.
| Partisans de Charílaos Trikoúpis ou Nouveau Parti                          | 125   |
| Partisans d'Alexandros Koumoundouros et de Theódoros Deligiánnis           | 100   |
| Partisans de Deligeórgis (Epaminóndas Deligeórgis ou Leonídas Deligeórgis) | 6     |
| Démocrates                                                                 | 5 à 7 |
| Indépendants                                                               | 7 à 9 |
| Total                                                                      | 245   |
| Source : Pantelis, Koutsoubinas, Gerapetritis, 2010, p. 854                |       |